# Eleições legislativas na Áustria em 1962
As eleições legislativas austríacas de 1962 foram realizadas a 18 de Novembro. O Partido Popular Austríaco foi o vencedor das eleições, ficando a 2 deputados da maioria absoluta. O Partido Popular Austríaco, decidiu continuar num governo de coligação com o Partido Socialista da Áustria, como ocorria desde 1945, com Alfons Gorbach como chanceler .

## Resultados Oficiais
| Partido                      | Partido                 | Votos     | %               | +/-   | Deputados | +/-     |
| ---------------------------- | ----------------------- | --------- | --------------- | ----- | --------- | ------- |
|                              | Partido Popular         | 2 024 501 | 45,43 / 100,00  | 1,24  | 81 / 165  | 2       |
|                              | Partido Socialista      | 1 960 685 | 44,00 / 100,00  | 0,78  | 76 / 165  | 2       |
|                              | Partido da Liberdade    | 313 895   | 7,04 / 100,00   | 0,63  | 8 / 165   | Estável |
| Barreira Eleitoral dos 4,00% |                         |           |                 |       |           |         |
|                              | Partido Comunista       | 135 520   | 3,04 / 100,00   | 0,23  | 0 / 165   | Estável |
|                              | Partido Federal Europeu | 21 530    | 0,48 / 100,00   | Novo  | 0 / 165   | Novo    |
| Votos inválidos              | Votos inválidos         | 49 876    | 1,11 / 100,00   | 0,29  |           |         |
| Total                        | Total                   | 4 506 007 | 100,00 / 100,00 |       | 165 / 165 |         |
| Eleitorado/Participação      | Eleitorado/Participação | 4 805 351 | 93,77 / 100,00  | 0,44  |           |         |
| Fonte                        | Fonte                   | [ 2 ]     | [ 2 ]           | [ 2 ] | [ 2 ]     | [ 2 ]   |